# Химн на Финландия
„Нашата родина“ (на фински: „Maamme“; на шведски: „Vårt land“) е фактическият национален химн на Финландия. Композиран е от немския имигрант Фредрик Пасиус, а автор на текста е шведскиговорещият финландец Юхан Лудвиг Рунеберг. Финският вариант на текста е превод, направен от известния учен и общественик Юлиус Крон. Химнът е представен за първи път на 13 май 1848.
В оригиналния текст на шведски, авторът няма предвид точно определена държава, а просто страна на север, докато в този на фински изрично се споменава името на Финландия.
Част от финландците са на мнение, че този химн трябва да бъде заменен от химна „Finlandia“, създаден от Ян Сибелиус, тъй като мелодията на Пасиус се използва и за естонския химн „Mu isamaa“, който има и подобен текст. Други твърдят, че е заради произхода на Пасиус и Рунеберг, макар че самият Сибелиус е шведскиговорещ финландец, или заради факта, че при писането Пасиус не е осъзнавал значението, което това произведение е щяло да има в бъдеще. Има и такива, които просто предпочитат „Finlandia“ като музикално произведение, въпреки че критиците го смятат за трудно за изпълнение.

## Текст

### „Vårt land“
Шведският оригинал на Юхан Лудвиг Рунеберг:
Vårt land, vårt land, vårt fosterland,
ljud högt, o dyra ord!
Ej lyfts en höjd mot himlens rand,
ej sänks en dal, ej sköljs en strand,
mer älskad än vår bygd i nord,
än våra fäders jord!
Din blomning, sluten än i knopp,
Skall mogna ur sitt tvång;
Se, ur vår kärlek skall gå opp
Ditt ljus, din glans, din fröjd, ditt hopp.
Och högre klinga skall en gång
Vår fosterländska sång.

### „Maamme“
Финският текст, превод от шведския оригинал, направен от Пааво Каяндер:
Oi maamme, Suomi, synnyinmaa!
Soi, sana kultainen!
Ei laaksoa, ei kukkulaa,
ei vettä, rantaa rakkaampaa
kuin kotimaa tää pohjoinen,
maa kallis isien.
Sun kukoistukses kuorestaan
kerrankin puhkeaa;
viel' lempemme saa nousemaan
sun toivos, riemus loistossaan,
ja kerran laulus, synnyinmaa
korkeemman kaiun saa.

### Превод на български

#### от финландски
Наша Финландия, наш бащин дом
нека да викнем името ти скъпо за нас тъй велико!
Не с долини и хълмове се гордеем така,
както с нашия северен цял свят, красиви езера,
скъпоценни брегове и бащица слънце, който ни пази.
Наша родино, цъфтиш като цвете,
нямащо търпение за идващата пролет,
виж нашата любов приветства те и винаги сме с теб,
свети и ни радвай, ти си ни надеждата, която ни сгрява в нощта.
Ето чист и светъл е вече нов ден,
и с гласовете си звънки песента за теб отново заедно ще пеем.

#### от шведски
О, наша земя, Финландия, родино!
Нека звънят златни слова!
Не си само долини, хълмове,
води, обичани брегове
наш северен дом,
скъпа татковино.
Като цветна пъпка
изведнъж ще разцъфнеш
Нашата обич вече може да пробуди
твоята надежда и блестяща радост
и някой ден песента ти, родино,
ще достигне с ехото си висини.